# Александрос Теофилакис
Александрос Теофилакис (грч. Αλέξανδρος Θεοφιλάκης; 1877 Спарта— ?) је грчки стрелац, учесник Олимпијских игара 1896. 1908. 1912, 1920. и 1924..
У Атини 1896. Такмичио се у гађању пушком: пушка слободног избора. Резултат и пласман нису познати.
Највише успеха је имао 1920. у Антверпену када је у дисциплини војнички пиштољ екипно освојио сребрну медаљу.
Учествовао је и на Олимпијским међуиграма 1906. одржаним у Атини на десетогодишњицу првих Олимпијских игара 1896.. Ту је у дисциплини војнички пиштољ на 20 метара освојио сребрну медаљу. Медаље освојене на овиим међуиграма МОК још не признаје за олимпијске.
У грчком тиму у стрељаштву на Олимпијским играма учествовао је и његов млађи брат Јоанис Теофилакис

## Резултати
| Такмичење          | Дисциплина                                            | Пласман | Резултат |
| ------------------ | ----------------------------------------------------- | ------- | -------- |
| ОИ 1896. Атина     | Пушка сободног избора 300 метара                      | 6-18    |          |
| МОИ 1906. Атина    | Пиштољ слободног избора 25 m                          | 8       |          |
| МОИ 1906. Атина    | Пиштољ слободног избора 50 m                          | 11      |          |
| МОИ 1906. Атина    | Пиштољ модел 1873.                                    | 10      |          |
| МОИ 1906. Атина    | војнички пиштољ                                       | 2       |          |
| МОИ 1906. Атина    | Двобојски пиштољ 20 m                                 | нп.     |          |
| МОИ 1906. Атина    | Двобојски пиштољ 25 m                                 | 14      |          |
| МОИ 1906. Атина    | Пушка слободног избора екипно                         | 4       |          |
| МОИ 1906. Атина    | Пушка слободног избора став по жељи                   | 14      |          |
| МОИ 1906. Атина    | војничка пушка 200 метара                             | 13      |          |
| МОИ 1906. Атина    | војничка пушка 300 метара                             | 20      |          |
| ОИ 1908. Лондон    | пиштољ слободног избора 50 јарди                      | 26      |          |
| ОИ 1908. Лондон    | пиштољ слободног избора 50 јарди екипно               | 7       |          |
| ОИ 1908. Лондон    | пушка слободног избора тростав екипно                 | 9       |          |
| ОИ 1908. Лондон    | пушка слободног избора 1000 јарди                     | 45      |          |
| ОИ 1908. Лондон    | војничка пушка 200/500/600/800/900/1.000 јарди екипно | 7       |          |
| ОИ 1912. Стокхолм  | пиштољ за двобој 30 m                                 | 33      |          |
| ОИ 1912. Стокхолм  | пиштољ слободног избора 50 метара                     | 47      |          |
| ОИ 1912. Стокхолм  | пиштољ слободног избора 50 метара екипно              | 5       |          |
| ОИ 1912. Стокхолм  | војничка пушка тростав 300 метара                     | 67      |          |
| ОИ 1912. Стокхолм  | војничка пушка слободна позиција 600 метара‎           | 68      |          |
| ОИ 1912. Стокхолм  | Војничка пушка 200,400, 500, 600 метара екипно        | 7       |          |
| ОИ 1920. Антверпен | револвер 30 метара екипно                             | 2       |          |
| ОИ 1920. Антверпен | пиштољ слободног избора 50 метара екипно              | 4       |          |
| ОИ 1920. Антверпен | војничка пушка тростав 300 метара екипно              | 13      |          |
| ОИ 1920. Антверпен | војничка пушка лежећи став 300 метара екипно          | 11      |          |
| ОИ 1920. Антверпен | војничка пушка лежећи став 600 метара екипно          | 7       |          |
| ОИ 1920. Антверпен | војничка пушка лежећи став 300 и 600 метара екипно    | 7       |          |
| ОИ 1924. Париз     | пиштољ брза паљба                                     | 29      |          |
| ОИ 1924. Париз     | пушка слободног избора лежећи став 600 m              | 41-43   |          |
| ОИ 1924. Париз     | пушка слободног избора 400/600/800 метара екипно‎      | 12      |          |
| ОИ 1924. Париз     | малокалибарска пушка лежећи став 50 метара            | 60      |          |